# 宝篋山
宝篋山（ほうきょうさん）は、茨城県つくば市と土浦市との境に位置する標高461mの山である。
三等三角点はつくば市小田字向山5204番地に位置する。筑波山から南東に連なる筑波連山の支峰の一つである。地元では小田山の俗称がある。小田・玉取から望む宝篋山の景色は、「つくばの景観100」にも選定されている。

## 概要
古くは三村山と呼ばれ、山頂に山名の由来となった宝篋印塔（鎌倉時代中期頃造立と推定される）が建立されて以来、宝篋山と呼ばれるようになった。地元では小田山と呼ばれている。全域が水郷筑波国定公園に指定された特別地域（自然公園法）であり保護エリアである。ヒメハルゼミの生息地で、市の天然記念物に指定されている。

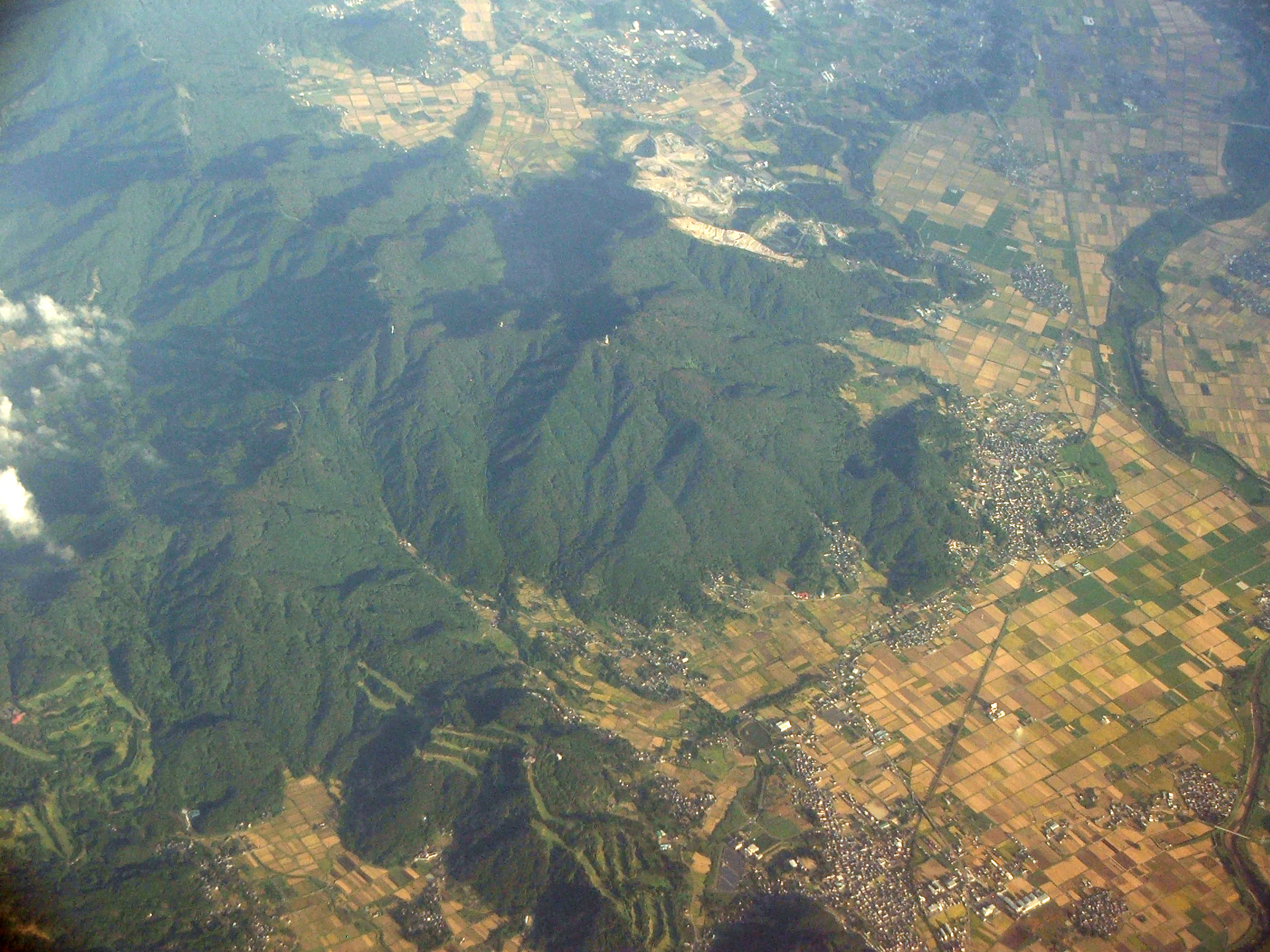
北西上空から望む宝篋山

八溝山地系に属する筑波山地の最南端に位置することから、山頂から筑波山や関東平野、霞ヶ浦を一望し、空気の澄んだ日には東京の高層ビル群や富士山も遠望することができる。2005年に関東の富士見百景に選定された。
山頂には、宝篋印塔があるほか、南西麓にある小田城（国の史跡）に関連する城郭跡も残されている。また、テレビ局、海上保安庁、国土交通省、警察庁などの通信施設なども設置されている。
山麓には、かつて多くの寺院が存在したが、現在廃寺となっているところも多い。また、小田城を中心として周辺には多くの史跡や文化財が残されている。宝篋山の南西尾根の末端が盛り上がったような山体の小田前山には、小田城に関連する城郭跡も残されている。
地元有志が登山路を切り開いたり、ベンチを置いたりして整備した結果、年間10万人以上が訪れるようになった。登山道は南西麓の小田集落や西麓の山口集落からの登山道がよく整備されている。小田地区には登山道の起点となる宝篋山小田休憩所も設置されている。また、筑波連山の稜線上を走る筑波パープルライン（表筑波スカイライン）から山頂までは林道が続いているため、自動車での登頂も可能である。指定コース外、園地外は保護区域であるため立ち入りと無許可整備は禁止されている。
2019年1月24日、国土地理院の発行する電子地図、出版物の地図、地形図には山名の表記が無かったが、2018年につくば、土浦両市長が市民ら約1200人分の署名を添え、同院長に申請書を提出してたことを受けて、「5万分の1」や「2万5千分の1」の電子地図に「宝篋山（小田山）」の表記を始めた。今後の出版物等にも同様の表記をする予定である。

## 登山道

### 北西（北条大池より）
- 山口コース（1）[5]
- 山口コース（2）[5]
- 新寺コース[5]

### 南西（小田休憩所より）
- 小田城コース[5]
- 常願寺コース[5]
- 極楽寺コース[5]

## 画像解説

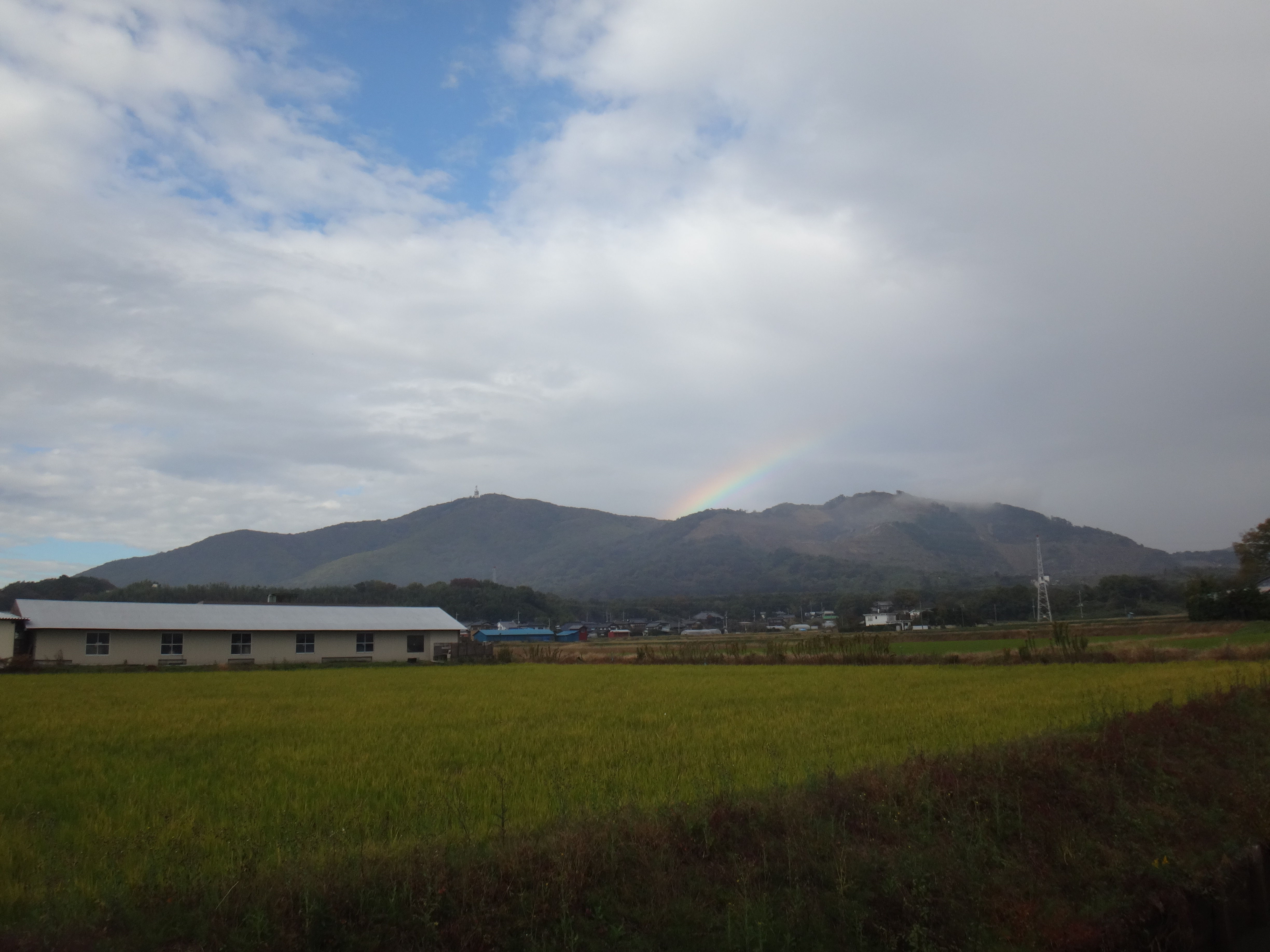
虹の掛かる宝篋山
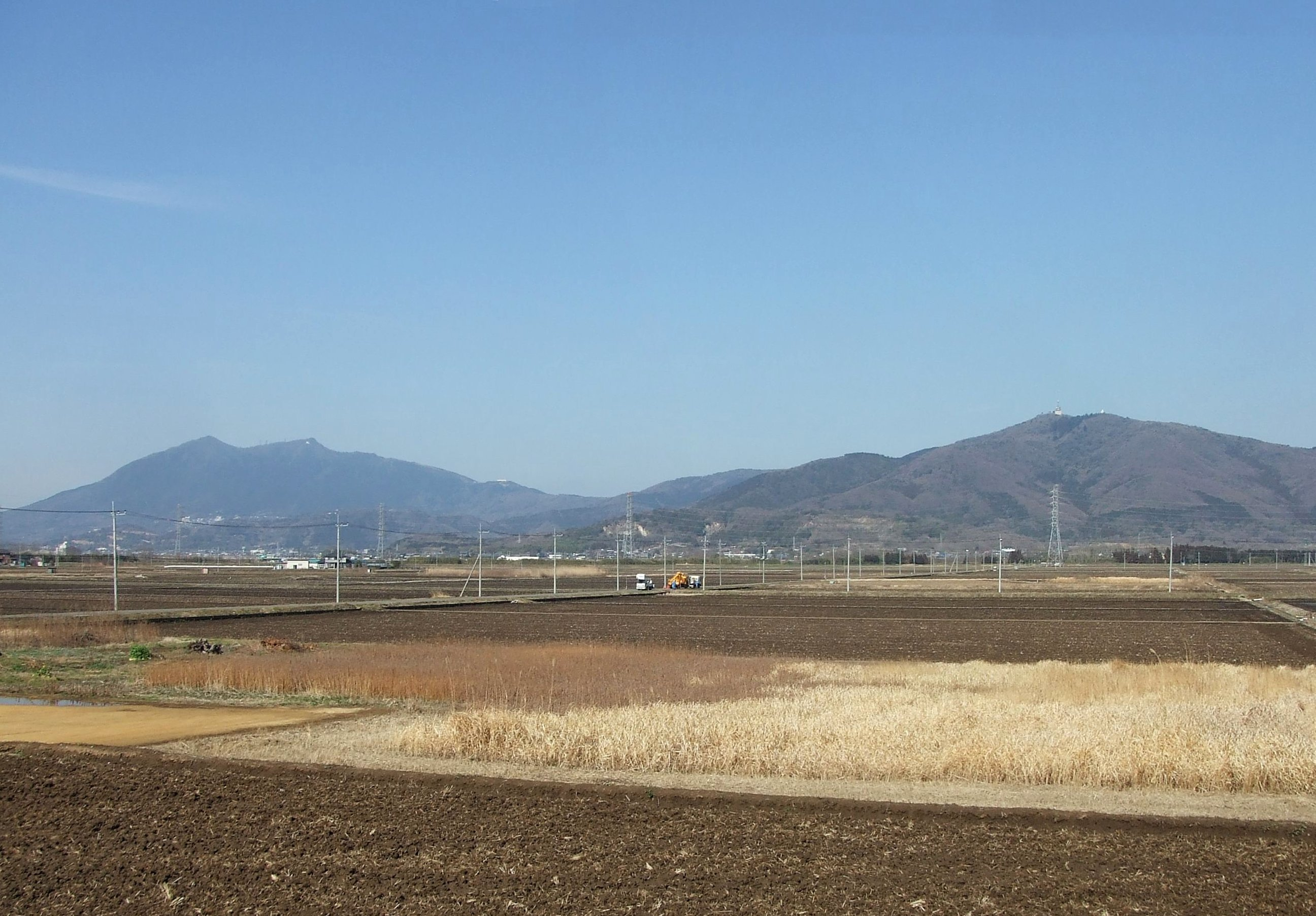
宝篋山（右）と筑波山（左）
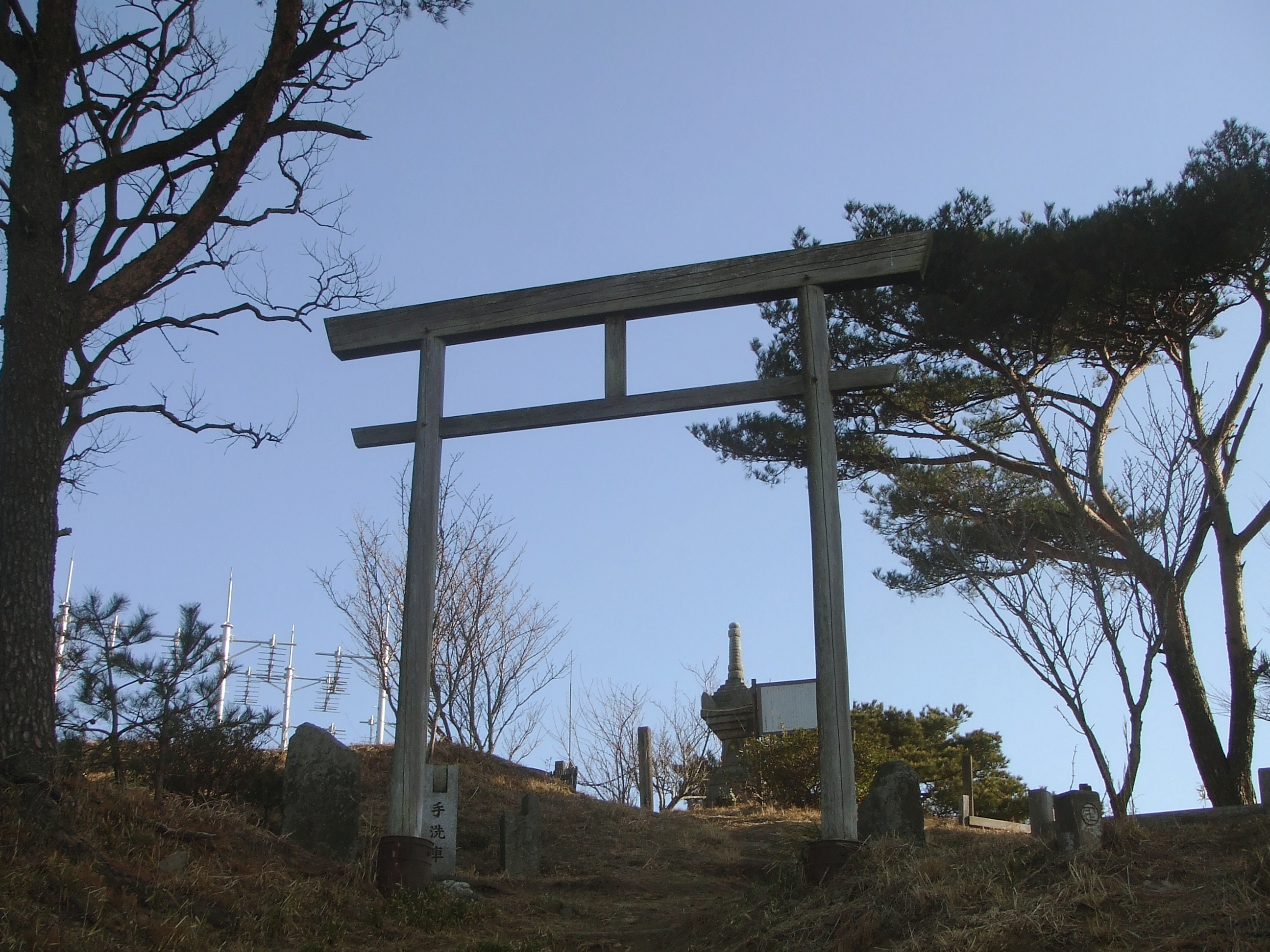
山頂の鳥居と宝篋印塔
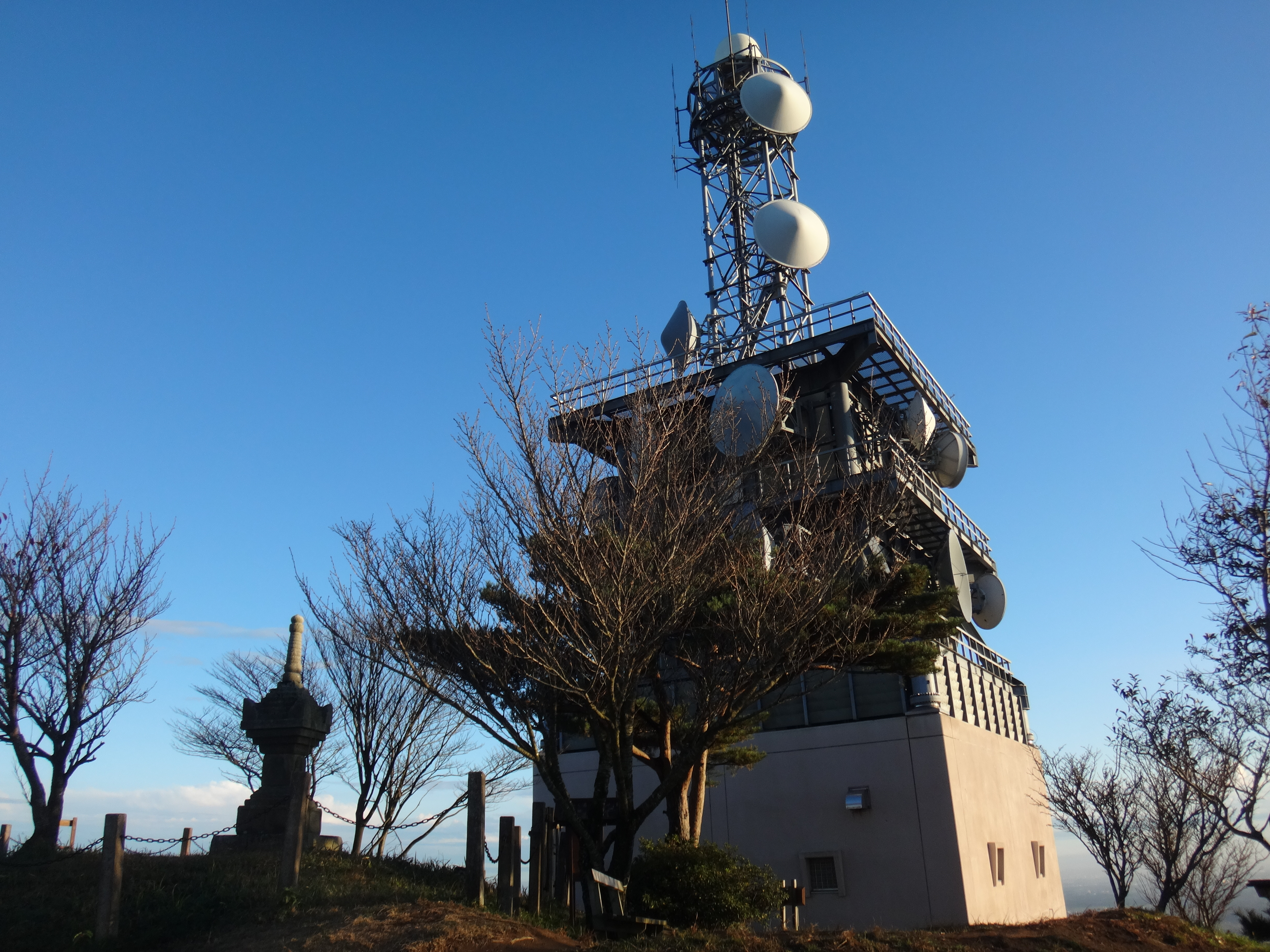
宝篋印塔と通信施設
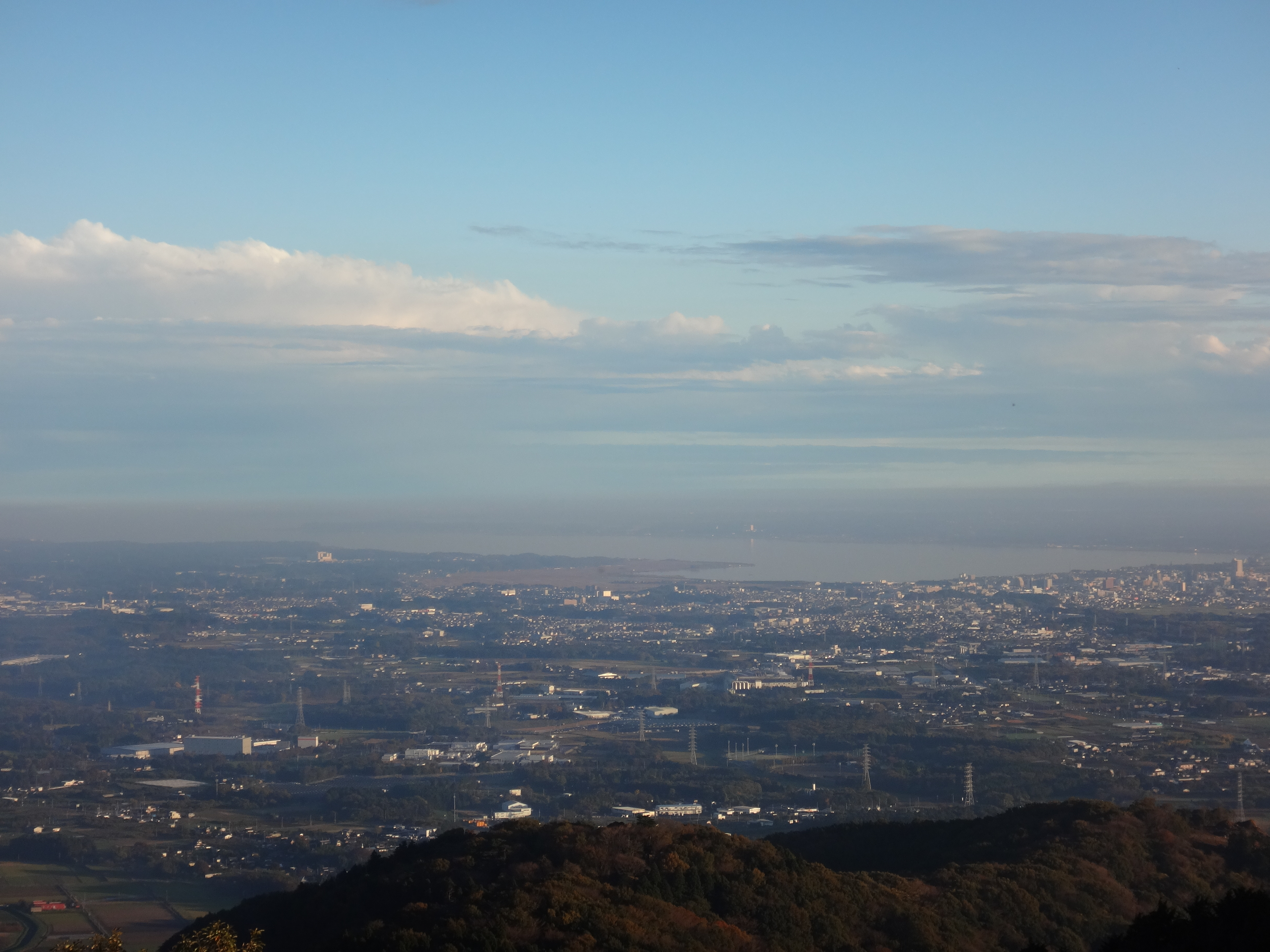
山頂から霞ヶ浦を望む

## 交通
JR常磐線土浦駅、つくばエクスプレスつくば駅、関東鉄道常総線下妻駅からの路線バスがある。
つくば駅経由の場合、東京の秋葉原駅から1時間半前後で登山道最寄バス停留所に到達する。路線バスで宝篋山と筑波山の両山麓間を直接行き来することも可能である。
北西斜面の起点となる北条大池、南西斜面の起点となる宝篋山小田休憩所への交通は次の通り。

### 北条大池
関東鉄道「大池・平沢官衙入口」バス停またはつくバス「平沢官衙入口」バス停下車。両バス停留所は同じ場所（大池公園入口付近）にある。

### 小田休憩所
関東鉄道「宝篋山入口」またはつくバス「小田東部」バス停下車すぐ。

## 芝桜プロジェクト
つくば市が主催したつくばR8地域活性化プランコンペティションにおいて、小田地域の地域づくり団体である「小田地域まちづくり振興会」が応募した「小田山を芝桜でキレイに飾ろうプロジェクト」が採択された。このプランは、小田城コースの登山口付近に位置していた耕作放棄地に芝桜を植栽することで景観向上や、イノシシ被害・土砂崩れの防止を図るものである。2019年10月には、芝桜の苗植えを体験するイベントが開催され、地元住民や登山客らが参加した。